# مسجد أحمد كتخدا

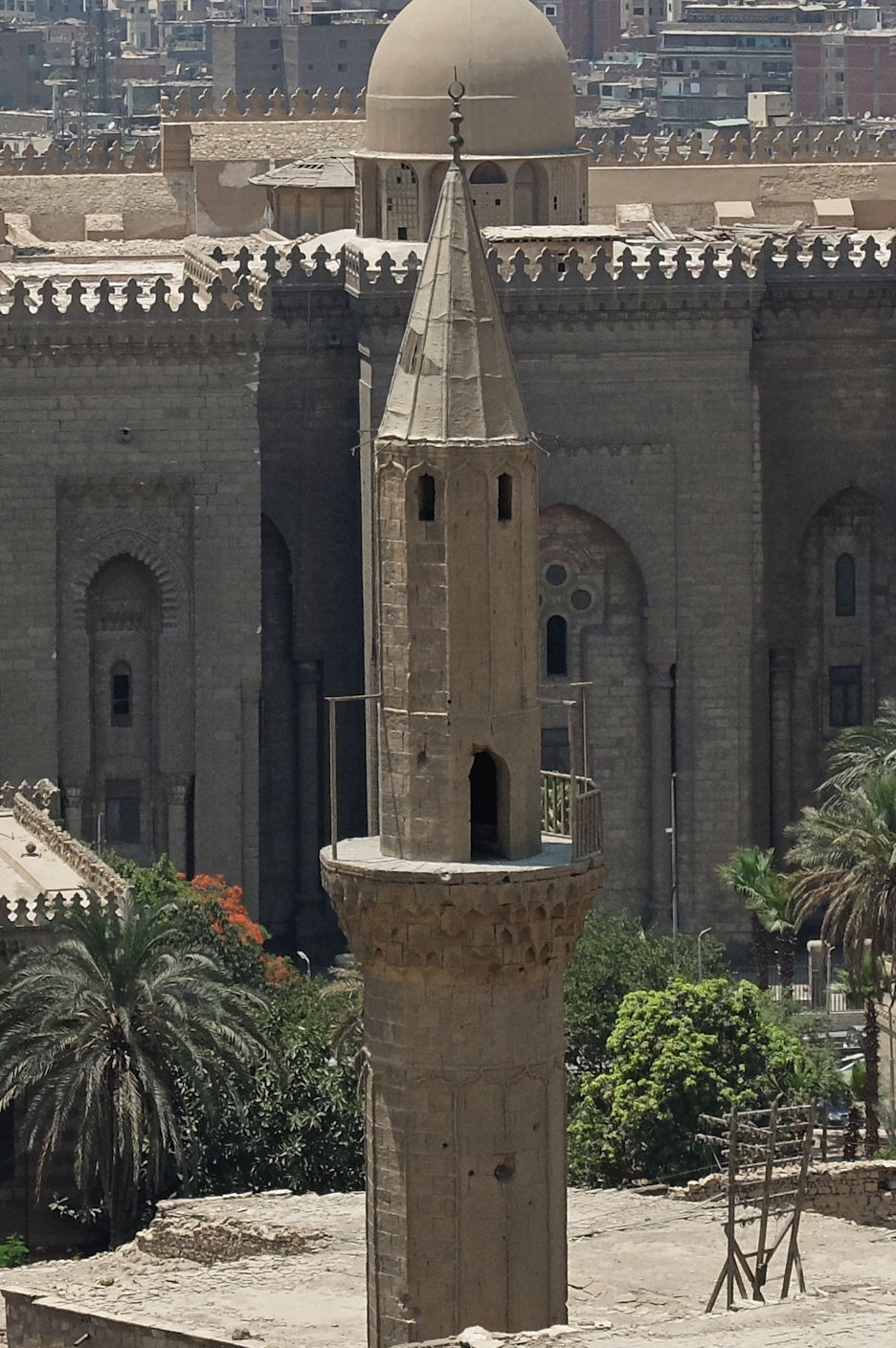
مئذنة مسجد العزب تقع بالسور السفلي لقلعة القاهرة. يعود تاريخ هذا المسجد إلى العصر العثماني، وعادةً ما يكون غير متاح للزوار، كما يصعب مشاهدته بالكامل من مسافة بعيدة. ومع ذلك، يمكن تمييز مئذنته الصغيرة بسهولة، والتي تتخذ شكل قلم رصاص.

مسجد أحمد كتخدا أو مسجد العزب بناه أحمد كتخدا العزب سنة 1109هـ / 1697م. وقد ظهر على خريطة الحملة الفرنسية باسم مسجد العزب. يتقدم الجامع من الناحية الشمالية الشرقية رواق بسقف من الخشب بصدره محراب صغير. وللجامع مدخلان احدهما رئيسي بالجهة الشمالية الشرقية والثاني فرعي بالجهة الشمالية الغربية. الجامع كائن داخل قلعة صلاح الدين ( قلعة الجبل ) ويتبع منطقة آثار القلعة.